# ورنون، فلوریدا (فیلم)
«ورنون، فلوریدا» (انگلیسی: Vernon, Florida (film)) فیلمی در ژانر مستند به کارگردانی ارول موریس است که در سال ۱۹۸۱ منتشر شد.